# Creoleon africanus
Creoleon africanus is een insect uit de familie van de mierenleeuwen (Myrmeleontidae), die tot de orde netvleugeligen (Neuroptera) behoort. 
Creoleon africanus is voor het eerst wetenschappelijk beschreven door Rambur in 1842.